# Total organic carbon
Il Total organic carbon - in italiano Carbonio organico totale, spesso abbreviato in (TOC) - è una misura della quantità di carbonio legato in un composto organico ed è spesso utilizzato come indicatore non-specifico della qualità delle acque o nell'analisi dei fumi risultanti dai processi di combustione come indice del livello di completezza della combustione stessa.

## Determinazione del TOC in un campione liquido
È un'analisi molto importante nella determinazione dei contaminanti organici nell'acqua potabile e nell'acqua per uso farmaceutico, mentre nell'industria si usa per le analisi sull'acque di raffreddamento e quella usata nella fabbricazione di semiconduttori. Le analisi possono essere condotte in maniera continua, mediante analizzatori in linea, oppure in laboratorio.

### Classificazione del carbonio in un campione d'acqua
In un campione d'acqua il carbonio è solitamente presente sia sotto forma di composti inorganici (carbonati, bicarbonati e anidride carbonica) che di composti organici in fase disciolta e/o sospesa. Le sostanze organiche più comunemente presenti nelle acque naturali sono gli acidi fulvici e quelli umici. 
Per differenziare le diverse frazioni di carbonio sono stati individuati tre parametri:
- TC Carbonio totale (somma di TIC e TOC)
- TIC Carbonio inorganico totale
- TOC Carbonio organico totale che a sua volta è presente in due differenti fasi:
  - DOC Carbonio organico disciolto - frazione organica di carbonio che passa attraverso una membrana filtrante da 0,45 µm
  - POC Carbonio organico particolato frazione di carbonio trattenuta dalla membrana.

Pertanto per operare una corretta misura di TOC occorre tener conto del carbonio inorganico presente nel campione (nell'acqua pura il carbonio inorganico può essere presente in quantità anche 20 volte superiore al carbonio organico). Per ottenere un valore esatto di TOC si può procedere in due modi:
- Sottrarre il valore di carbonio inorganico (TIC) al valore ottenuto nell'analisi (TC), ottenendo così il TOC.
- Rimuovere la porzione di carbonio inorganico prima dell'analisi, solitamente mediante acidificazione del campione (ad esempio mediante l'aggiunta di HCl) che permetta lo strippaggio della CO2 in soluzione. In questo modo però si rischia di perdere la frazione di componenti organici volatili (VOC) presente nel campione.

### Procedimento analitico
L'analisi del TOC viene comunemente fatta misurando la quantità di CO2 prodotta dall'ossidazione del carbonio organico. L'ossidazione può essere svolta in due modi:
- Combustione termica

In un analizzatore che utilizza questo metodo, metà del campione viene prima mandato in una camera dove viene acidificato (solitamente tramite acido fosforico) per trasformare tutto il carbonio inorganico in CO2 mediante la seguente reazione:
{\displaystyle {\ce {CO3^2- + 2 H+ -> CO2(g) + H2O}}}
e viene poi mandato a un analizzatore per la misurazione della CO2. L'altra metà del campione viene iniettata in una camera di combustione in cui la temperatura viene portata a 600-700 °C, e in alcuni casi sino a 1200 °C. Qui tutto il carbonio reagisce con l'ossigeno formando anidride carbonica. Il campione è quindi mandato in una camera di raffreddamento e infine all'analizzatore di CO2. Solitamente l'analizzatore usato è uno spettrofotometro non-dispersivo a infrarossi. Il TOC è determinato sottraendo al carbonio totale ricavato dal campione sottoposto a combustione il carbonio inorganico totale ricavato dal campione acidificato.
- Ossidazione a umido

Negli analizzatori che usano questo metodo, il campione viene iniettato in una camera di reazione assieme ad acido fosforico e a persolfato di ammonio e poi separato in due frazioni. Sulla prima metà viene misurata la frazione di carbonio inorganico con lo stesso metodo degli analizzatori a combustione. L'altra metà invece è inviata in una camera di ossidazione dove è bombardata con raggi ultravioletti da una lampada a vapore di mercurio. In questo modo si formano dei radicali liberi dal persolfato che reagiscono con tutto il carbonio disponibile per formare anidride carbonica. Entrambi i campioni vengono poi fatti passare su delle membrane che misurano la loro conduttività e tramite una relazione ricavano la quantità di CO2 presente.

## Determinazione del TOC nei fumi
Il valore del Carbonio Organico Totale è molto utilizzato per la verifica dei fumi risultanti dai processi di combustione in modo da poter determinare il livello di completezza della combustione stessa. Nel caso di combustione incompleta, vi sarà una rilevante presenza di idrocarburi tale da poter portare ad un certo livello di nocività.
Vi sono vari metodi per determinare la quantità di TOC presente all'interno di un fumo, il più utilizzato è per mezzo del Flame Ionization Detector (FID) che, con un'analisi di tipo quantitativo, permette di conoscere la quantità di idrocarburi presenti ma non la qualità (per quest'ultima è necessaria la gascromatografia od altri procedimenti più mirati di analisi).

## Ricerca di idrocarburi
Le analisi di TOC vengono utilizzate anche nel campo della ricerca di petrolio per compiere analisi sulle rocce delle zone in cui si sospetta esserci un giacimento.
Il TOC è definito come il peso espresso in percentuale di carbonio organico relativamente al peso complessivo della roccia. È un parametro fondamentale per ricavare la quantità teorica di idrocarburi che possono essere generati da una roccia madre. Nell'analisi naftometrica è il primo parametro che viene valutato. Con questa metodologia si va a valutare la quantità di CO2 che viene prodotta dalla combustione di un campione di roccia, solitamente preso dai detriti di perforazione o da una carota, precedentemente trattato tramite il pirolizzatore Rock-Eval. Esso infatti potrebbe contenere dell'olio proveniente dai fanghi di perforazione che andrebbe a falsare i risultati e quindi l'interpretazione. Per ovviare a questo la roccia viene lavata per poi essere frantumata e pesata (200 mg circa) La fase successiva è la decarbonatazione, che consiste nell'eliminare il carbonio inorganico che può essere presente nei minerali costituenti la roccia (in particolare calcite, aragonite e dolomia) e negli eventuali gusci fossili presenti. L'operazione consiste nel lasciare il campione immerso in HCl 9%  per alcune ore e nel caso trattarlo successivamente con acido a maggiore concentrazione. Infine si lava il restante materiale con acqua. Il campione viene quindi essiccato e sottoposto a riscaldamento fino a 1000 °C in flusso di ossigeno così che il carbonio possa unirsi all'ossigeno formando molecole di CO2 che viene rilevata tramite un contatore ad infrarossi che lavora sulla stessa lunghezza d'onda dell'anidride carbonica. Il tutto poi viene trasformato in un impulso elettrico proporzionale alla quantità di CO2 e otteniamo il valore del TOC.